# Lufia & the Fortress of Doom
Lufia & the Fortress of Doom, conocido como Estpolis Denki (エストポリス伝記?  traducido oficialmente como Biography of Estpolis) en Japón, es un juego de rol desarrollado por Neverland y comercializado por Taito en 1993, para la consola Super Nintendo. Es el primer título de la saga de videojuegos Lufia y el único juego de la saga comercializado por Taito en Norteamérica.

## Argumento
El argumento de Lufia & the Fortress of Doom comienza con una enorme isla flotante, en la que se encuentra un gran castillo, según una antigua profecía del mundo de Lufia. Traducido al inglés como "Fortress of Doom" (Fortaleza de la Muerte), este castillo se utilizaba como el centro de operaciones de un grupo de seres todopoderosos conocidos como los Sinistrals, que planeaban usar su fuerza para llevar el mundo al desastre. 
La reacción de la gente es enviar cuatro de sus guerreros más valientes: Maxim, Selan (Serena en Estopolis Denki), Artea (Arty en Estepolis Denki), y Guy, para infiltrarse en la oscura fortaleza y destruir a los Sinistrals antes de que pudieran causar algún daño. El juego empieza cuando el jugador debe controlar los personajes anteriores mientras se preparan para luchar contra los Sinistrals, y finalmente los derrota. Sin embargo, tras la batalla, la fortaleza empieza a derrumbarse, de manera que Maxim y Selan quedan atrapados al otro lado del profundo abismo creado en la sala del trono después del derrumbe. Incapaces de ayudarlos, Artea y Guy abandonan la isla y dejan que se venga abajo, colisionando con la tierra.
Tras el enfrentamiento de los héroes con los Sinistrals, la paz reina durante noventa años, y después de este lapso se retoma el juego. La historia se narra desde la perspectiva de un chico pelirrojo al que el jugador debe dar un nombre, y durante su viaje, se verá llamado a luchar para salvar el mundo una vez más de la recién incorporada armada de los Sinistrals.

## Sistema de juego
Lufia & the Fortress of Doom se maneja de forma similar a otros videojuegos de rol tradicionales y se caracteriza por la visualización de criaturas y medios en dos dimensiones. El jugador progresa al viajar a través de escabrosas mazmorras y peleando con monstruos por el camino. Estas batallas se inician al dar un número de pasos al azar, o en situaciones exigidas por el argumento; ganarlas aporta puntos de experiencia que paulatinamente hacen que el jugador ascienda de nivel, y de esta forma adquieren nuevas habilidades mientras se fortalecen. Cada contienda se visualiza en primera persona y es necesario que el jugador haga uso de sus habilidades, como los ataques físicos o la magia, algo que ocurre en la mayoría de los juegos de rol.
Una peculiaridad del sistema de batalla, que recuerda a otros RPG más antiguos como Final Fantasy, es cuando se da el caso de que dos jugadores tratan de atacar a un enemigo y este es vencido por el primer jugador; el segundo aún tratará de atacar al enemigo, lo que resultará en un ataque fallido. A diferencia de otros juegos RPG, el ataque dirigido a un enemigo que acaba de ser derrotado pasa a dirigirse a otro blanco.
Se pueden comprar reconstituyentes y equipamiento a comerciantes de diversos pueblos, o bien pueden hallarse en cofres dispersos por todo el mundo. El progreso del jugador se guarda en una de las tres ranuras disponibles en el sistema de reserva de la batería incorporada al cartucho cada vez que se habla con un sacerdote en una iglesia.

## Personajes

### Jugadores controlables
- El héroe es el personaje principal que el jugador nombra al principio. Creció en un pequeño pueblo de Alekia y fue educado por Roman, un amigo de su padre, que había muerto en el campo de batalla tiempo atrás. Hábil con la espada, el héroe prefiere luchar próximo a su enemigo y llevar armadura pesada, aunque también es diestro al usar magia, que utiliza principalmente para lanzar hechizos de defensa y cura. De él se dice que es descendiente de Maxim, que venció a los Sinistrals y salvó el mundo.

- Lufia es la mejor amiga del héroe desde su infancia. Es algo déspota, pero hábil con la magia. Tiene cierto interés romántico en el héroe y le ayuda siempre que puede. Lucha con varita mágica y otras armas ligeras como mayales e incluso arrojando sartenes. Lufia utiliza principalmente los hechizos de trueno, agua y explosión.

- Aguro es el general de la armada de Lorbenia y un curtido guerrero interesado en las habilidades de lucha del héroe. Como no tiene maña para la magia, prefiere confiar en la fuerza bruta y su maestría con la espada, el hacha y la lanza. Como el protagonista, también Aguro puede equiparse con armaduras pesadas para defenderse mejor.

- Jerin es una semiduende que, debido a su ascendencia, tiene una vida más larga y una apariencia más juvenil. Jerin prefiere emplear la magia y luchar lejos de su enemigo, usando arco y flechas o la varita mágica. Es habilidosa con los hechizos de fuego, hielo y cura.

### Personajes iniciales
- Maxim es el personaje principal en la precuela de Lufia & the Fortress of Doom (Lufia II: Rise of the Sinistrals). Maxim y el héroe que puede controlar el jugador comparten un pasado con muchas semejanzas.

- Selan es la esposa de Maxim y una maga poderosa, en detrimento de su habilidad de ataque cuerpo a cuerpo.

- Guy es un viejo amigo de Maxim que no comparte la habilidad mágica de su esposa pero sin embargo es muy fuerte (como Aguro).

- Artea es una joven Elfa que lanza ataques débiles; compensa esto con una gran habilidad para lanzar conjuros. Como es un Elfo y tiene una larga vida, es testigo de ambas llegadas de los Sinistrals.

### Jugadores no controlables
Son un grupo formado por cuatro guerreros poderosos y de atributos divinos que maquinan para controlar el mundo. Desde su Fortaleza de la muerte flotante, reunieron sus fuerzas hasta ser derrotados por Maxim y sus compañeros años atrás. Este grupo está compuesto por Gades, maestro de la destrucción, un autoritario y orgulloso guerrero vestido con una armadura oscura; Amon, maestro del caos, un hombre astuto que lleva una armadura dorada y empuña un tridente; Erim, maestra de la muerte, que puede devolver la vida a cualquiera de sus hermanos si perecen durante el combate; y Daos, maestro del terror, su capitán, un poderoso hechicero. Sin embargo, debido a un error, en la versión inglesa Daos y Amon tienen sus respectivos títulos invertidos.